# Бета-лактамы

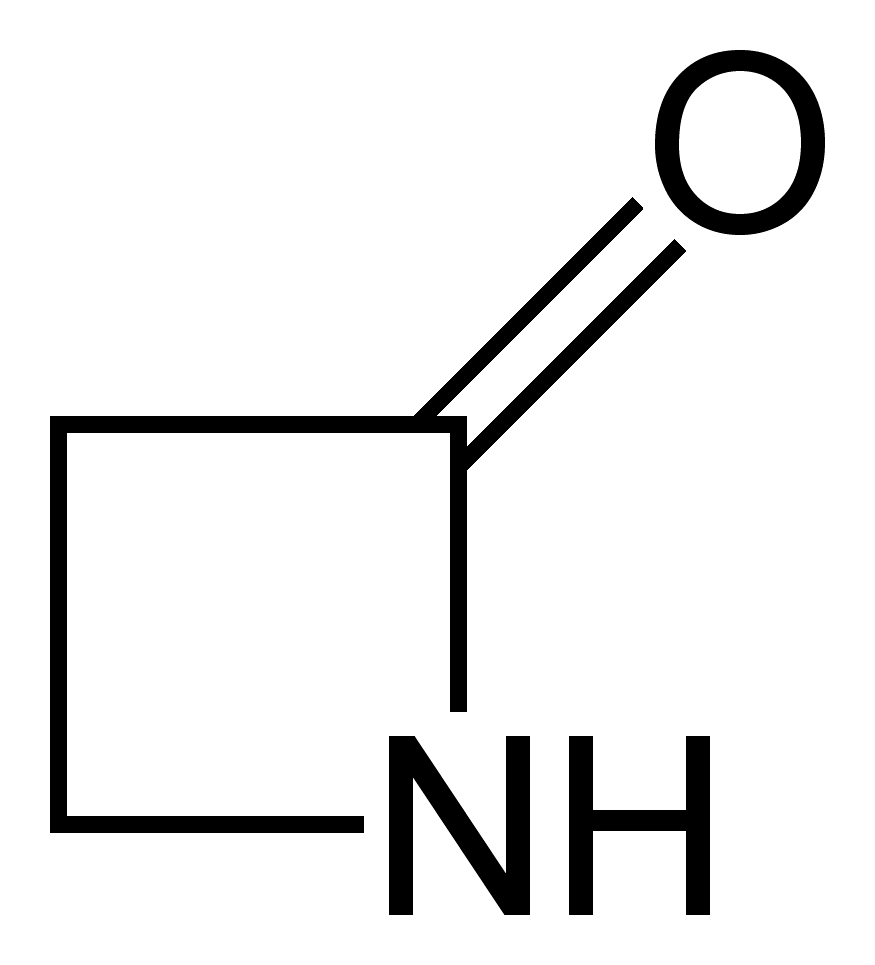
Азетидин-2-он, простейший β-лактам

Бе́та-лакта́мы (β-лактамы, азетидин-2-оны) — лактамы, содержащие гетероциклическое кольцо из трёх атомов углерода и одного атома азота.

## Значение
β-Лактамное кольцо является частью структуры нескольких семейств антибиотиков, в частности пенициллинов, цефалоспоринов, карбапенемов и монобактамов. Эти антибиотики ингибируют процессы синтеза клеточной стенки бактерий, особенно грам-положительных. Бактерии синтезируют специальные энзимы, бета-лактамазы, нацеленные на разрушение таких антибиотиков путём разрыва бета-лактамного кольца.

## История
Впервые β-лактамы были синтезированы Германом Штаудингером [2+2]-циклоприсоединением шиффова основания анилина и бензальдегида с дифенилкетеном :

## Номенклатура
«Бета» в названии означает, что при гидролизе таких лактамов, когда лактамное кольцо разрывается по наиболее неустойчивой связи, то есть между аминогруппой >NH и карбонилом >C=O, образуются бета-аминокислоты, у которых аминогруппа находится на втором (β) от карбоксильной группы атоме углеродной цепочки (в отличие от большинства протеиногенных аминокислот, которые являются альфа-аминокислотами и несут аминогруппу на первом углеродном атоме цепочки). 